# ОШ Браћа Миленковић Шишава
ОШ „Браћа Миленковић” у Шишави, једна је од установа основног образовања на територији општине Власотинце, отворена 1857. године у кући Константиновића.

## Историјат
Школа већ следеће године по оснивању, 1958. године и поново почиње са радом 1922. године. Школу похађају ученици из Шишаве, Доње Ломнице и Средора. Школа је имала три учионице и ходник, два стана за учитеље и подрумске просторије. Од 1929. године школа носи назив „Шишавачко-Ломничка” основна школа. Школа је радила за све време трајања рата. Од 1945. године школа носи назив Основна школа „Шишава”.
Школске 1953/54. године радило је и једно одељење петог разреда, а у идућој школској години и једно одељење шестог разреда. Године
1958. школа добија истурена одељења у Стајковцу, Скрапежу, Рајном Пољу, Липовици, Црној Бари, Конопници и Комарици. Школа прераста у седмогодишњу школске 1959/60. године и добија назив ОШ „Мија Миленковић”. Школске 1960/61. године школа прераста у осмогодишњу школу.
Како није било довољно учионица у постојећој згради 1963/64. године уз потојећу школу дограђене су још три учионице. На седници Наставничког већа донета је одлука да се од 1964. године дан ослобоћења Власотинца 10. октобар слави као дан школе. Године 1966. истурено одељење у Рајном Пољу издваја се из састава школе у Шишави, а школске 1968/69.године одељење у Комарици припаја се школи у Присијану. Школске 1970/71. године истурена одељења у Стајковцу и Конопници припајају се ОШ „Синиша Јанић” у Власотинцу.
Почетком школске 1984/85. године школа добија данашњи назив.

## Школа данас
Школа своју образовно-васпитну делатност остварује као самостална школа и то матична школа у Шишави и два издвојена одељења у Липовици и Средору. Издвојена одељења Липовица и Средор, као и матична школа своју делатност остварују у посебним школама. Школски објекти без обзира што су старијег датума испуњавају услове за обављање делатности.
У матичној школи настава се изводи у седам класичних учионица и једне специјализоване учионице која се користи као кабинет за информатику, библиотека са 4000 књига, наставничка канцеларија, просторија за рад административно- финансијске службе, канцеларија директора и педагога школе као и простран ходник који је увек сређен и богат цвећем. У школи недостаје фискултурна сала.
У издвојеном одељењу у Средору од две просторије користи се као учионица једна и не постоје спортски терени, у издвојеном одељењу у Липовици од три просторије као учионица користи се једна, једна се користи као сала за физичко васпитанје у зимским данима док трећу просторију користи Предшколска устенова „Милка Диманић” и постоји спортски терен.